# Девичий виноград пятилисточковый
Де́вичий виногра́д пятилисто́чковый, также Партеноциссус пятилисточковый (лат. Parthenocíssus quinquefolia), — древовидная листопадная лиана, вид рода Девичий виноград (Parthenocissus) семейства Виноградовые (Vitaceae), типовой вид этого рода. Родина растения — Северная Америка. Культивируется во многих странах как декоративное растение для вертикального озеленения.

## Естественный ареал
Распространён на востоке и в центральных регионах Северной Америки: юго-восток Канады, восточные и центральные США, восток Мексики, Гватемала; на запад до Манитобы, Южной Дакоты, Юты и Техаса.
В качестве декоративного растения широко распространён по всему миру.

## Ботаническое описание
Быстрорастущая лиана, в природе достигающая в длину 20—30 м. Молодые побеги красноватые, затем тёмно-зелёные. Растёт, поднимаясь по гладким поверхностям с помощью усиков с пятью — восемью разветвлениями, заканчивающихся липкой подушечкой (присоской) размером 5 мм. Наличие этих присосок является особенностью, отличающей данный вид от близкородственного девичьего винограда прикреплённого (Parthenocissus vitacea).

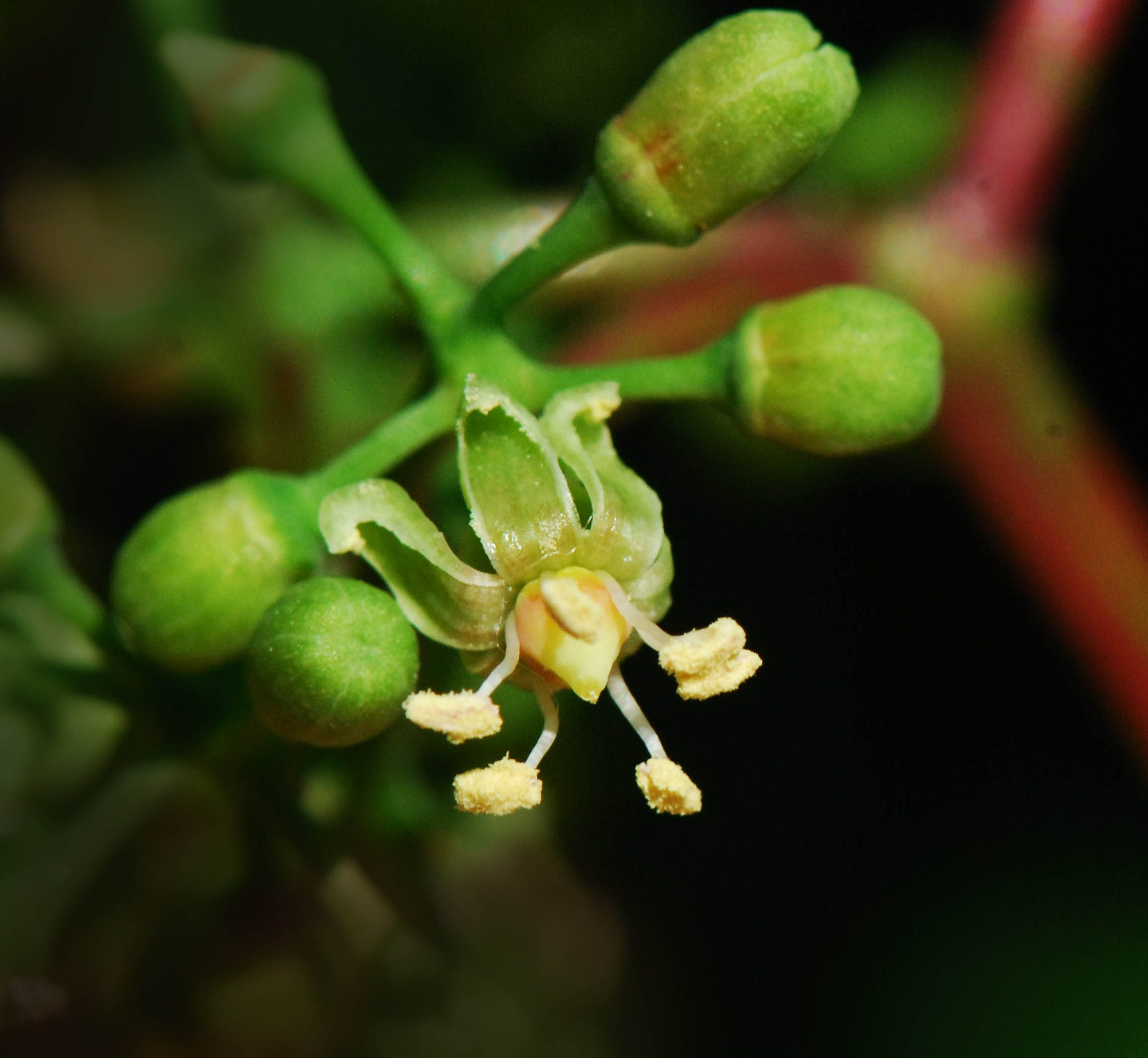
Цветок и бутоны крупным планом

Листья пальчатосложные из пяти, реже трёх (чаще у молодых побегов) листочков. Листочки черешчатые яйцевидные, прикреплены к одному центральному черешку. Верхушка листочка заострённая, края пильчатые. Листья сверху зелёные, тусклые; снизу — синевато-зелёные, опушённые. Осенью приобретают ярко-красный, багряный окрас на солнечной стороне и светло-желтый в тени.

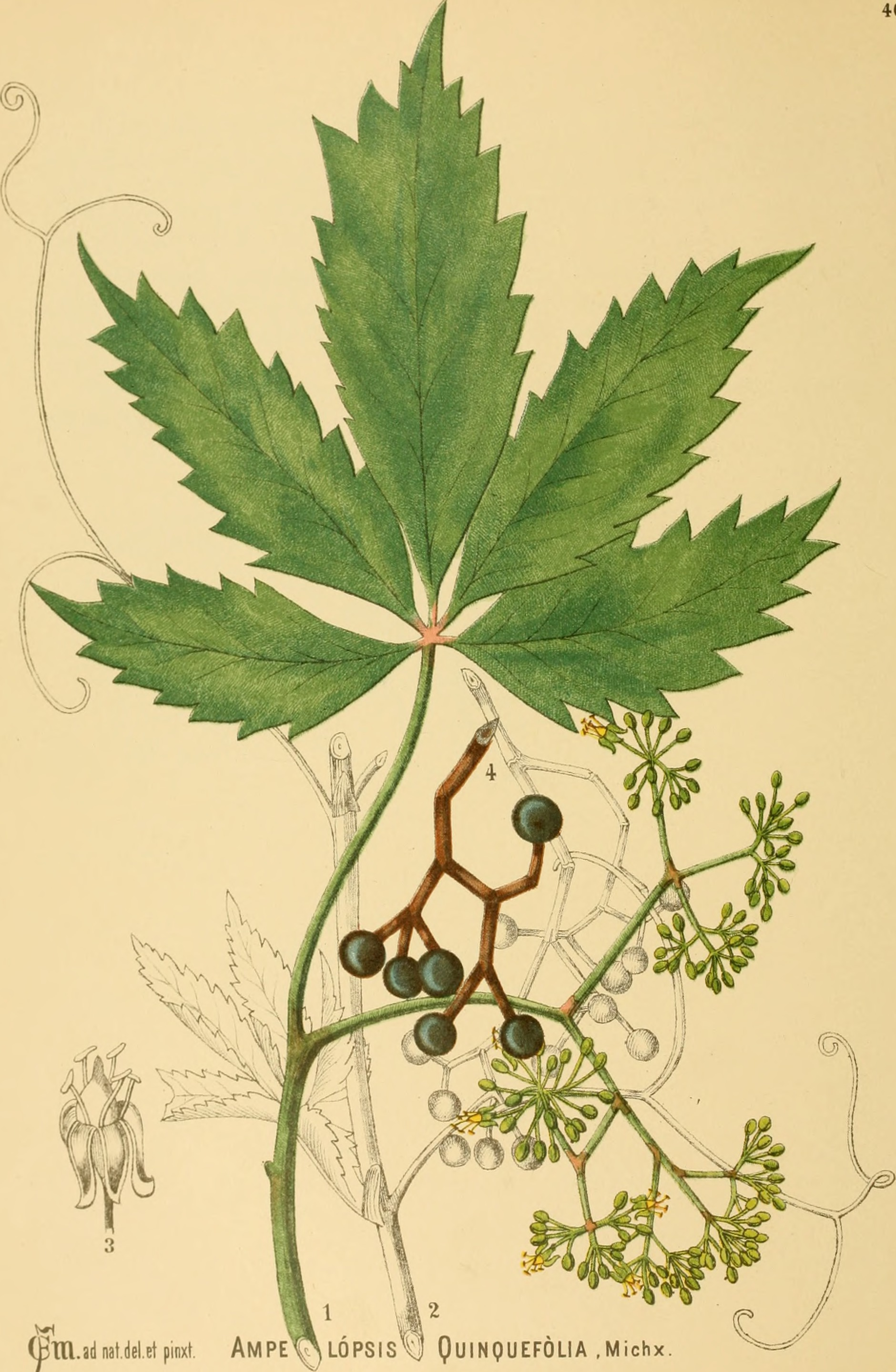
Ботаническая иллюстрация из книги Чарльза Миллспо American medicinal plants, 1887

Небольшие зеленоватые цветки собраны в верхушечные соцветия — сильно разветвлённые метёлки с чёткой центральной осью, на которой находятся от 80 до 150 цветков. Цветение поздней весной.
Тёмно-синие, почти чёрные плоды диаметром 5—7 мм созревают в конце лета или ранней осенью. Ягоды содержат щавелевую кислоту, несъедобны для человека, но являются пищей для птиц зимой.

## Культивирование
Девичий виноград пятилисточковый культивируется по всему миру как декоративное растение для вертикального озеленения. Некоторые сорта:
- 'Engelmannii' — от природной формы отличается более мелкими листиками, а также исключительной способностью приклеиваться усиками к объектам декорирования. Побеги красноватые, позднее тёмно-зелёные. Листья сложные, пальчатые, листочки в числе пяти штук, широколанцетные до 12 см длины и до 3 см ширины, тёмно-сизовато-зелёные, осенью карминово-фиолетовые. Черешки до 15 см длины, красноватые. Растёт быстро, до 1 м в год. Особенно декоративен осенью[2].
- 'Murorum' — настенный сорт с усиками, имеющими многочисленные разветвления с утолщёнными «присосками», позволяющими растению прикрепляться к отвесной гладкой поверхности; кроме того, эта форма гуще и равномернее покрывает объекты декорирования. Осенью её тёмно-зелёные листья приобретают багряную или пурпуровую окраску. Менее морозостойкий, чем основной вид[3].
- 'Troki' — сорт с крупными блестящими листьями.
- 'Variegata' — пестролистный сорт, отличающийся умеренным ростом. Листья мелкие, сложные, пальчатые, листочки в числе пяти штук, широкоэллиптические или широкообратнояйцевидные, пёстроокрашенные, белые с мраморным крапчатым рисунком, реже листья с зелёными штрихами и более или менее крупными пятнами[4].
- 'Yellow Wall' — крупные матовые зелёные листья летом становятся ярко-жёлтыми осенью.

## Синонимы
По информации базы данных The Plant List (2013), в синонимику вида входят следующие названия:
- Ampelocissus cirrhata Voss
- Ampelocissus major Voss
- Ampelopsis hederacea DC.
- Ampelopsis hederacea var. dumetorum Focke
- Ampelopsis hederacea var. murorum Focke
- Ampelopsis heptaphylla Buckley
- Ampelopsis himalayana Dippel
- Ampelopsis hirsuta (Pursh) Donn ex Schult.
- Ampelopsis latifolia Tausch
- Ampelopsis quinquefolia Michx.
- Ampelopsis quinquefolia var. angustifolia Dippel
- Ampelopsis quinquefolia var. dumetorum Rehder
- Ampelopsis quinquefolia var. graebneri Rehder
- Ampelopsis quinquefolia var. heptaphylla A.Gray
- Ampelopsis quinquefolia var. hirsuta (Pursh) Torr. & A.Gray
- Ampelopsis quinquefolia var. laciniata A.Gray
- Ampelopsis quinquefolia var. latifolia Dippel
- Ampelopsis quinquefolia var. murorum Rehder
- Ampelopsis quinquefolia var. pubescens L.H.Bailey
- Ampelopsis quinquefolia var. radicantissima Rehder
- Ampelopsis quinquefolia var. spaethii (Koehne & Graebn.) Schelle
- Ampelopsis radicantissima var. graebneri (Bolle) Schelle
- Ampelopsis radicantissima var. saint-paulii (Koehne & Graebn.) Schelle
- Ampelopsis roylei Dippel
- Ampelopsis saint-paulii (Rehder) Rehder
- Ampelopsis virginiana Dippel
- Cissus hederacea Pers.
- Cissus hirsuta Steud.
- Cissus quinquefolia Desf.
- Cissus quinquefolia (L.) Borkh.
- Hedera carnosa W.Bartram
- Hedera quinquefolia L.basionym
- Parthenocissus dumetorum (Focke) Rehder
- Parthenocissus engelmannii Koehne & Graebn.
- Parthenocissus heptaphylla (Buckley) Britton ex Small
- Parthenocissus quinquefolia f. engelmannii (Koehne & Graebn.) Rehder
- Parthenocissus quinquefolia var. murorum (Focke) Rehder
- Psedera heptaphylla (Buckley) Rehder
- Psedera quinquefolia (L.) Greene
- Psedera quinquefolia var. murorum (Focke) Rehder
- Quinaria hederacea Raf.
- Quinaria quinquefolia (L.) Koehne
- Vitis hederacea Ehrh.
- Vitis quinquefolia (L.) Lam.

## Галерея

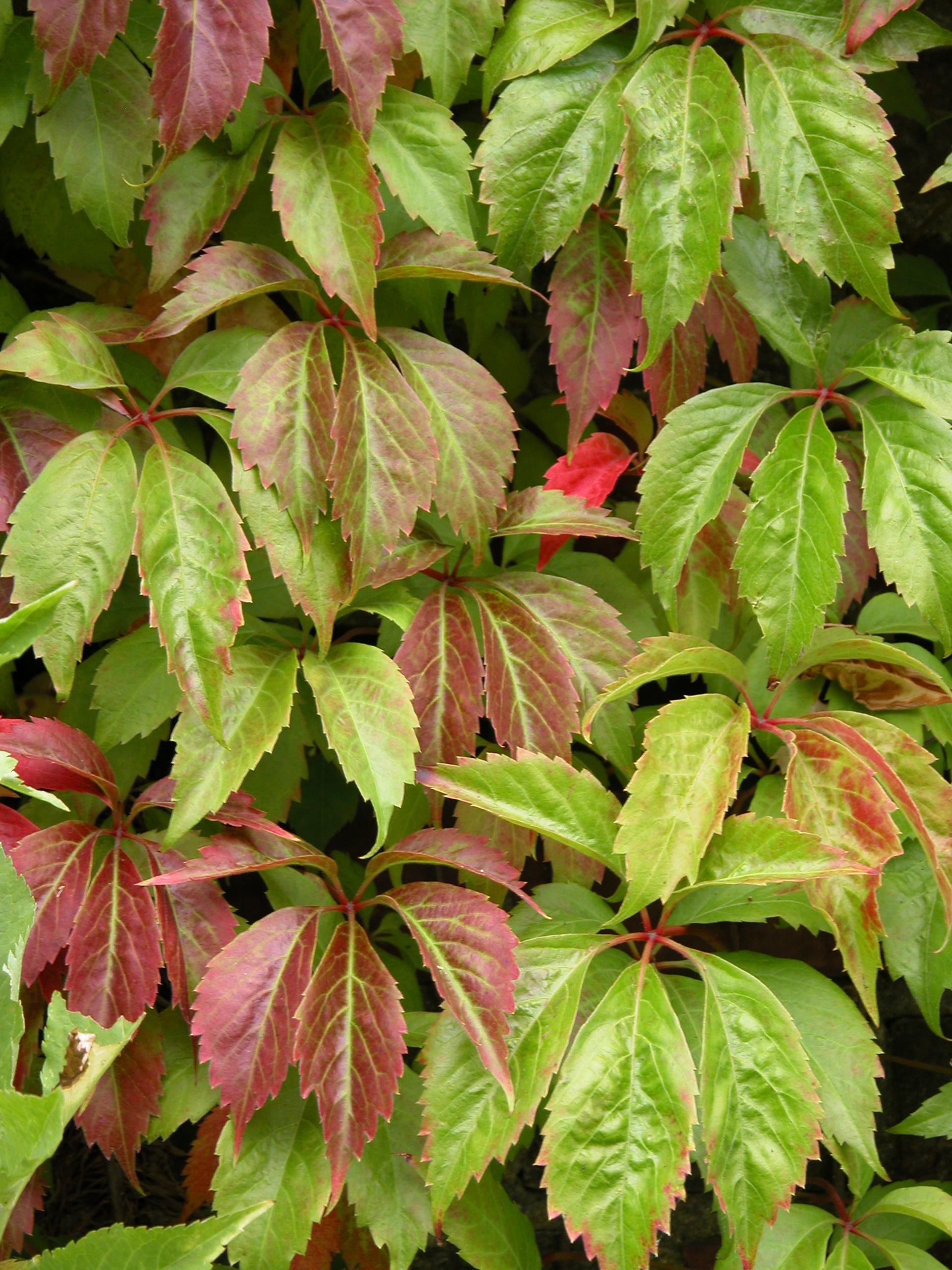
Листья девичьего винограда пятилисточкового
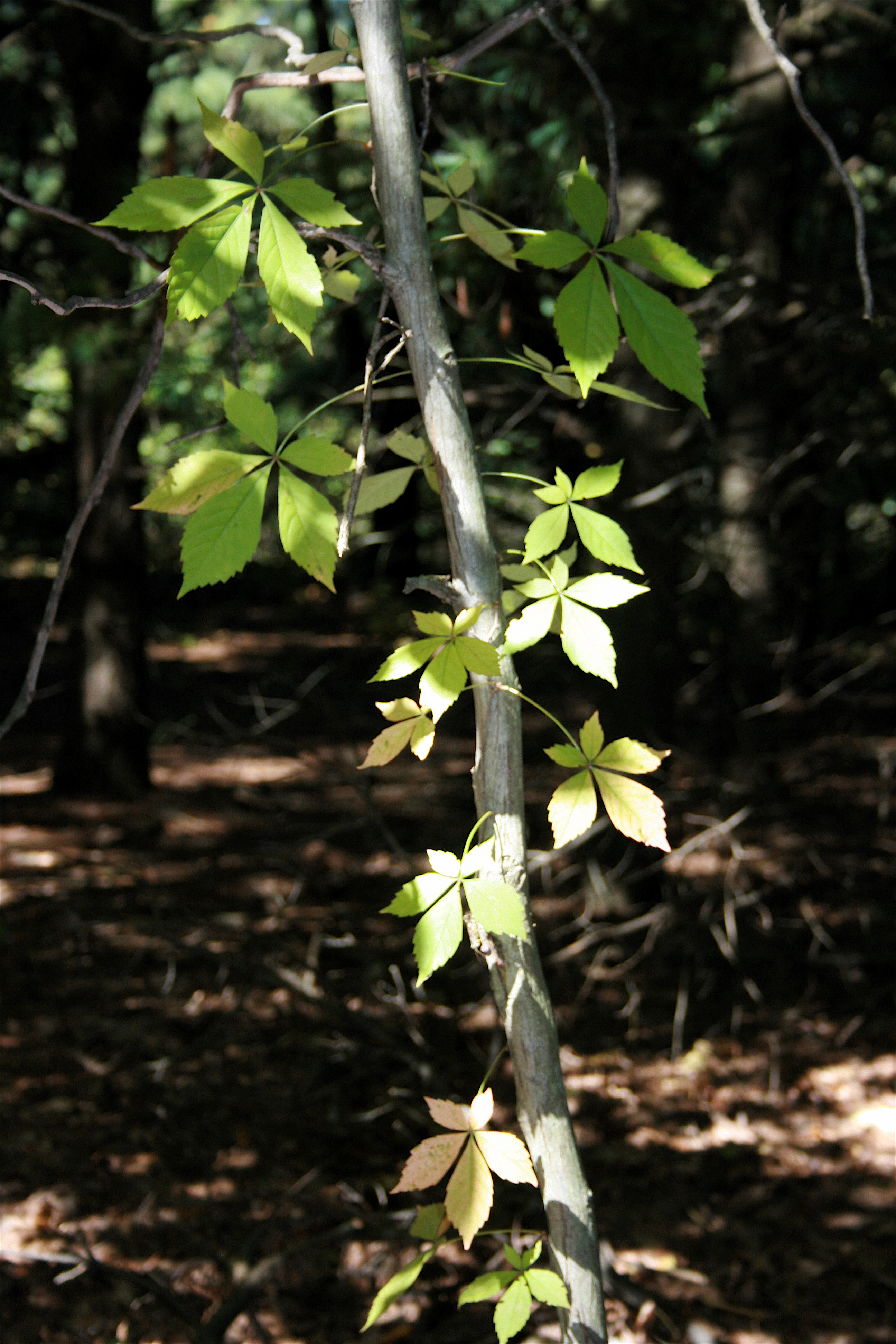
Древовидный ствол лианы
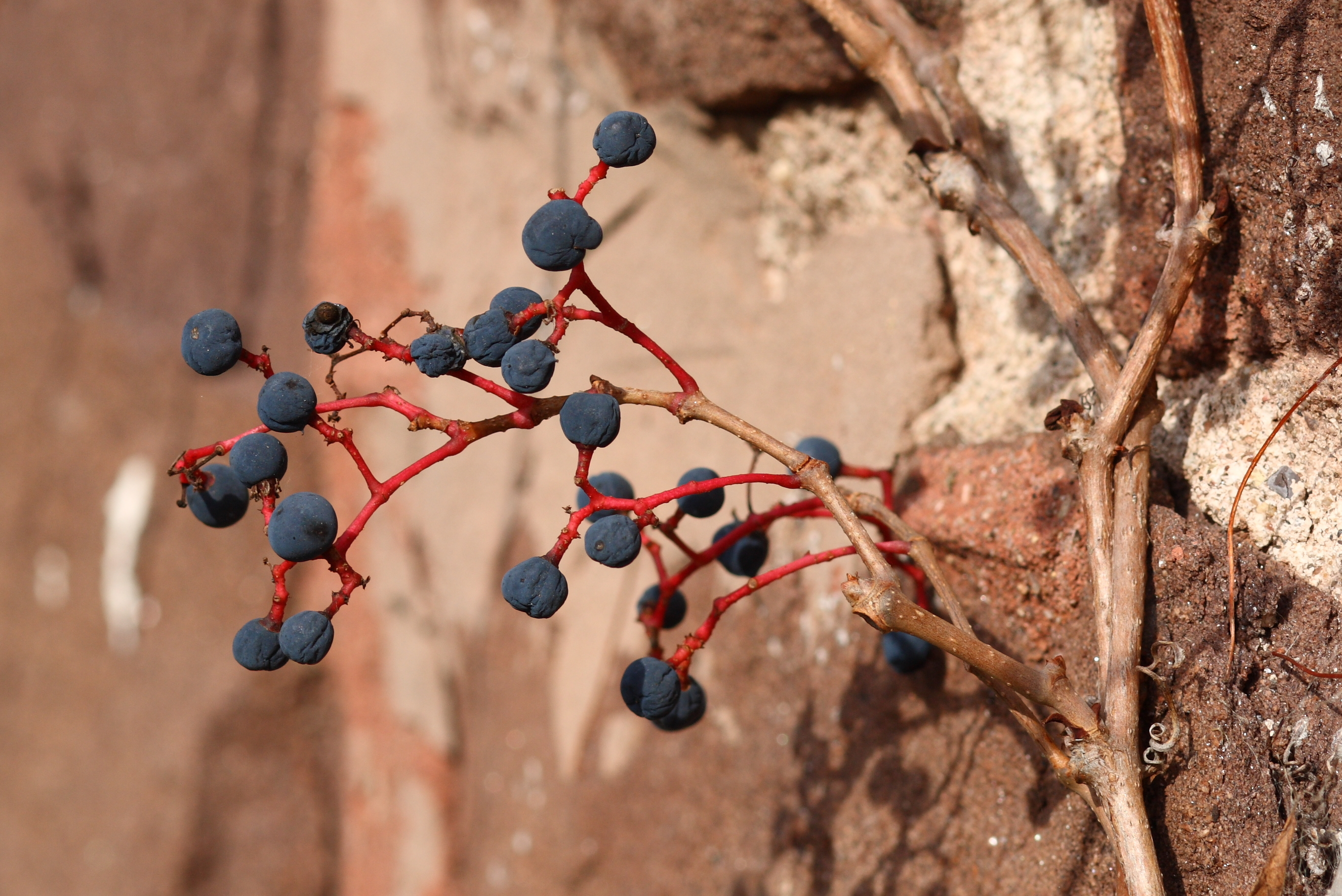
Ягоды после опадения листьев осенью
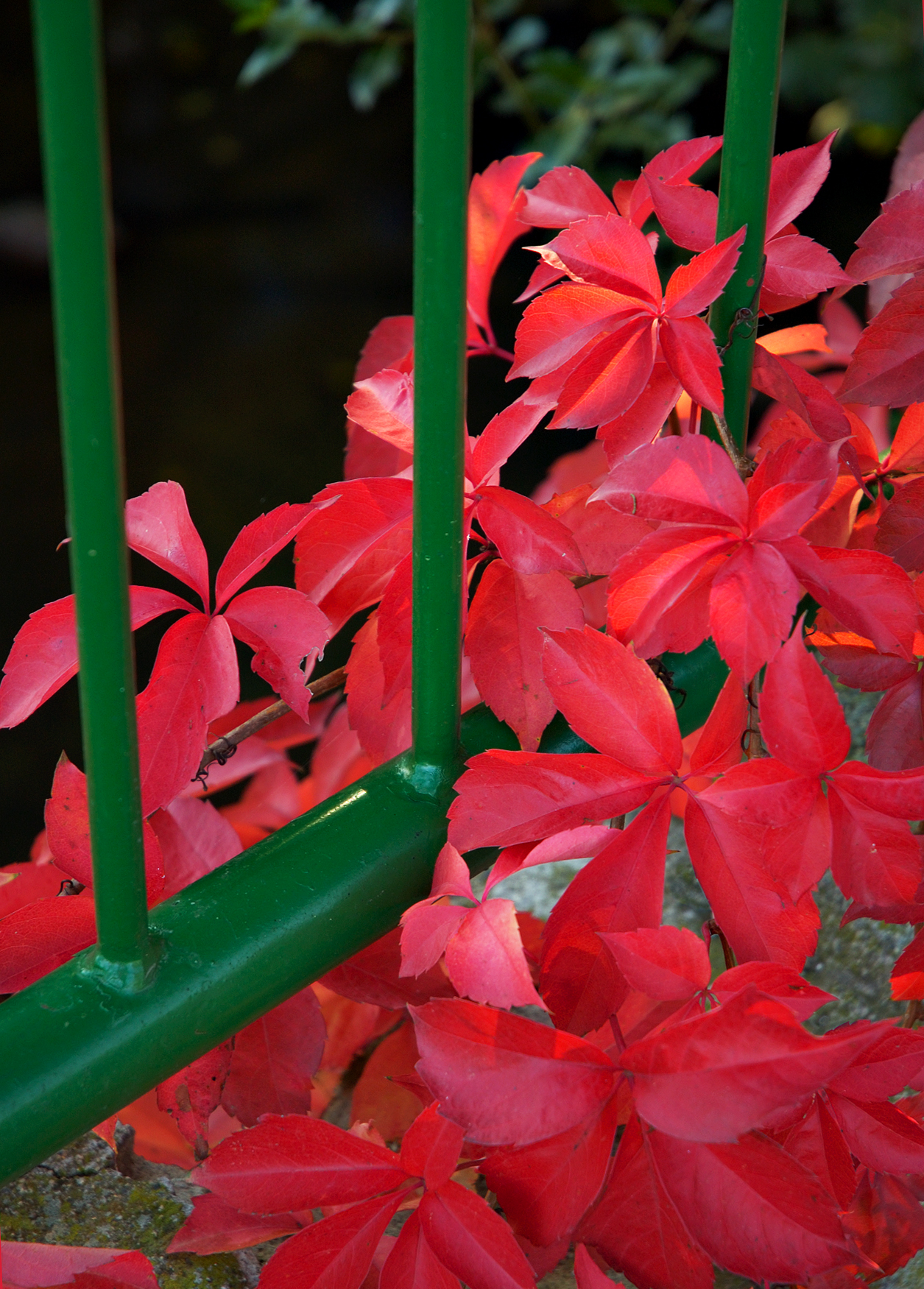
Листва осенью (Южная Франция)
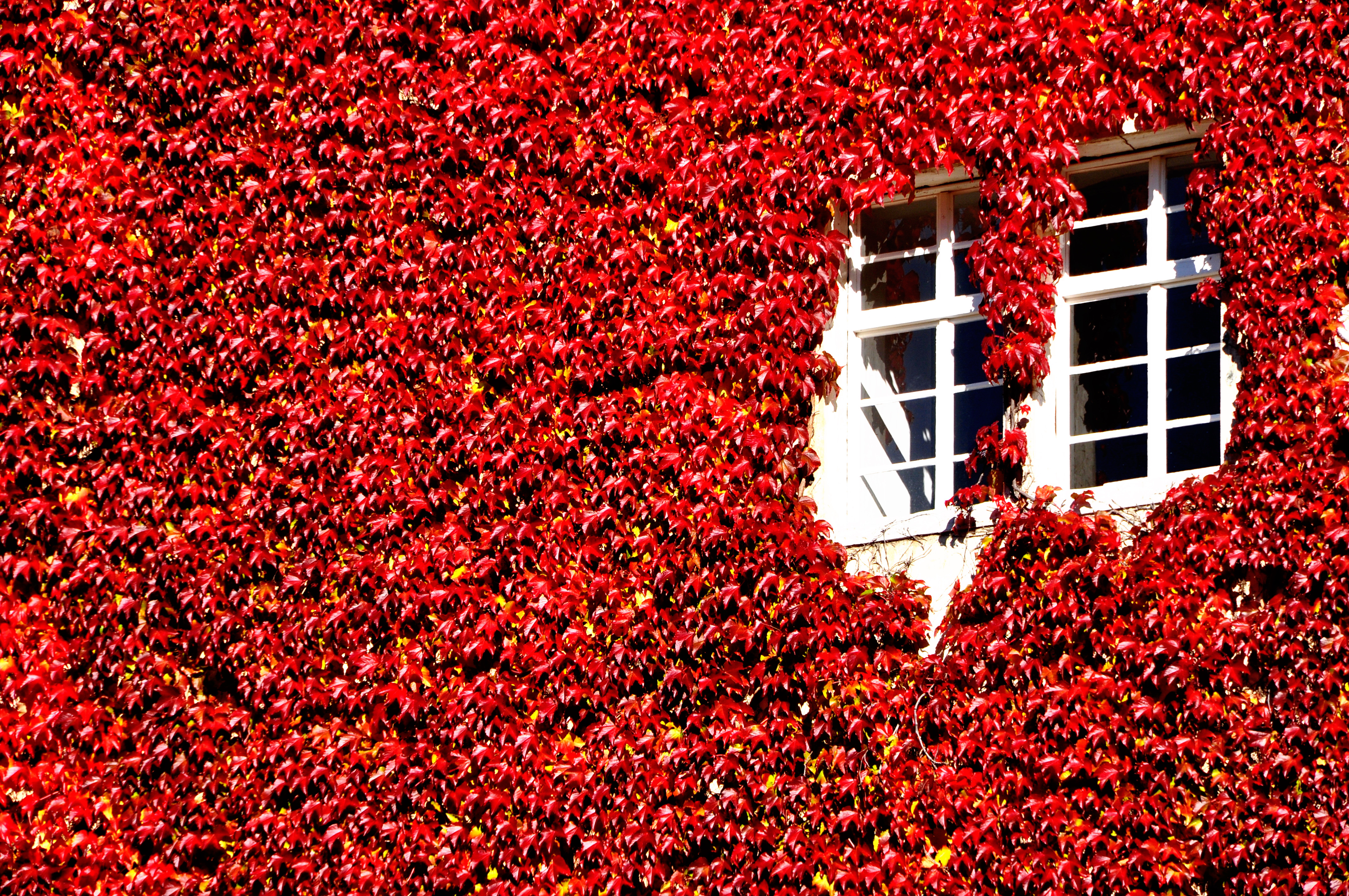
Листва осенью (Австрия)
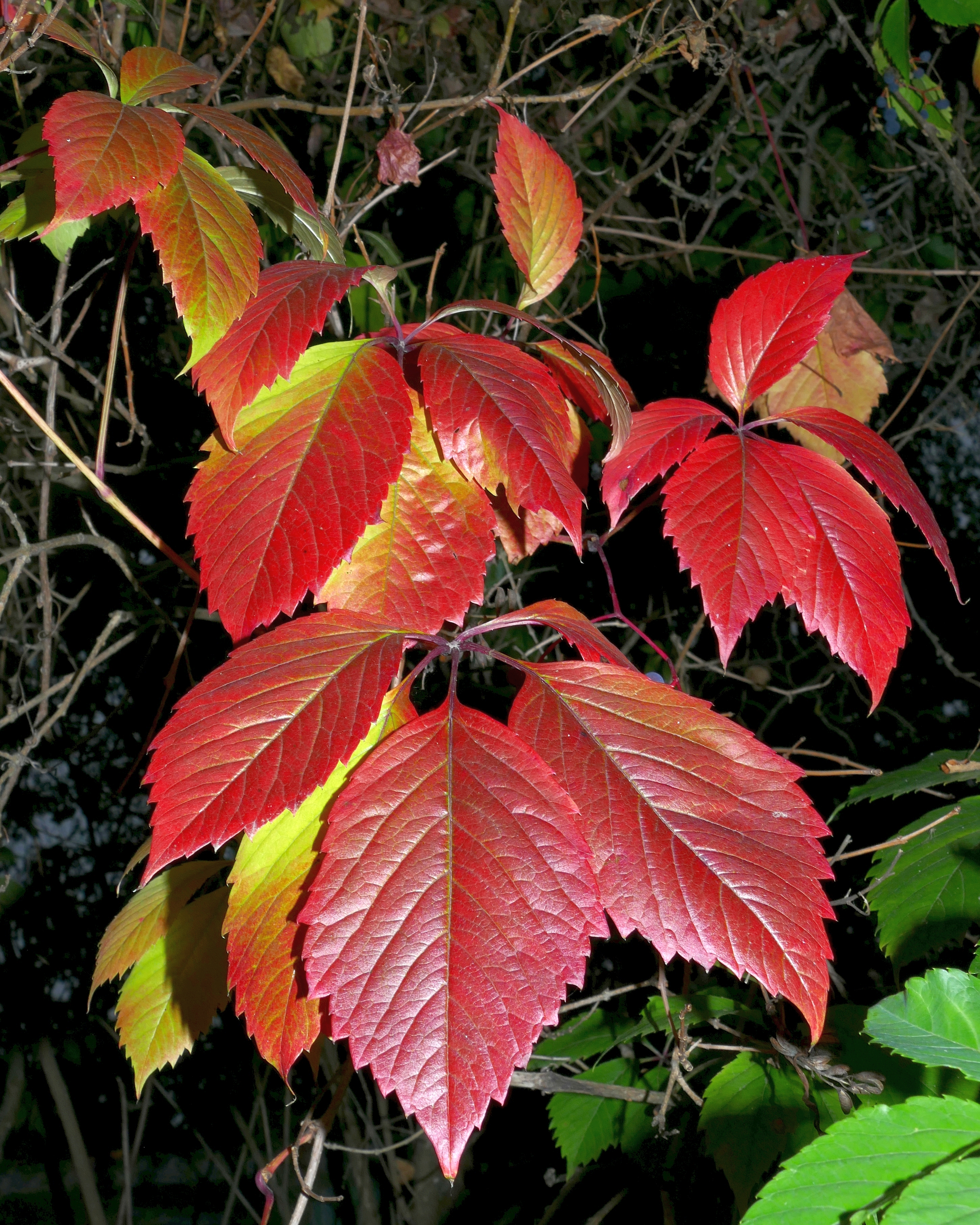
Листва осенью (Россия)